# X-Men – Az újrakezdés
Az X-Men – Az újrakezdés (eredeti cím: Wolverine and the X-Men) 2009-ben futott amerikai televíziós 2D-s számítógépes animációs sorozat, amelynek alkotói Craig Kyle és Greg Johnson. A tévéfilmsorozat a BKN New Media gyártásában készült, a Disney–ABC Domestic Television forgalmazásában jelent meg. Műfaját tekintve akciófilm-sorozat, kalandfilmsorozat, filmdráma-sorozat és sci-fi filmsorozat. Amerikában a Nicktoons vetítette, Magyarországon a Megamax sugározta.

## Ismertető
Két hős, Charles Xavier professzor és Jean Grey, akik eltűnnek egy telepatikusan irányított robbanás után. Ezt nehezen éli meg az X-Men csapata. Egy évre rá a mutánsokat egy különleges osztag kezdi el begyűjteni. Logan és Bestia azon dolgoznak, hogy az X-Men-t újra egyesítsék. Jégember és Árnymacska csatlakoznak, de Vadóc inkább a gonoszok táborát erősíti. Újra épül az X birtok Angyal vagyonából, eközben a rossz erők sincsenek pihenés alatt. Xaviert, Magneto őrzi, de az X-ek hazaviszik a birtokra. Később csatlakozik Küklopsz is a csapathoz. A professzor a jövőből üzenetet küld telepatikus úton az X-Men tagoknak. Logan-t információkkal látja el, hogy vezesse a csapatot, mert Földet nagy veszély fenyegeti, ami a világukat a pusztulásba taszítja...

## Szereplők

### X-Men
- Logan/Farkas
- Scott Summers/Küklopsz
- Hank McCoy/Bestia
- Emma Frost
- Kitty Pryde/Árnymacska
- Kurt Wagner/Árnyék
- Bobby Drake/Jégember
- Ororo Munroe/Ciklon
- Forge
- III. Warren Worthington/Angyal
- Charles Xavier/X professzor

### Mutánsok Testvérisége
- Anna Marie/Vadóc
- Neena Thurman/Domino
- Pietro Maximoff/Higanyszál
- Fred Dukes/Haspók
- Toad Tolanski/Varangy
- Dominic Petros/Lavina

### További szereplők
- Eric Lensherr/Magneto
- Raven Darkholme/Mystique
- John Allerdyce/Pyro
- Wanda Maximoff/Skarlát Boszorkány
- Lorna Dane/Polaris
- Remy LeBeau/Gambit
- Victor Creed/Kardfog
- Bishop
- Peter Raszputyin/Kolosszus

## Magyar változat
A szinkront a Megamax megbízásából, a Masterfilm Digital készítette.
- Magyar szöveg: Szojka László
- Hangmérnök és vágó: Takács György
- Gyártásvezető: Lajtai Erzsébet
- Szinkron rendező: Zákányi Balázs
- Produkciós vezető: Jávor Barbara

Magyar hangok
- Roatis Andrea – Vadóc
- Kelemen Kata – Árnymacska
- Bálizs Anett – Domino
- Tokaji Csaba – Farkas
- Faragó András – Bestia
- Renácz Zoltán – Árnyék
- Markovics Tamás – Jégember
- Pap Katalin – Emma Frost
- Nádasi Veronika – Ciklon
- Kisfalusi Lehel – Angyal
- Láng Balázs – Küklopsz
- Mesterházy Gyula – Gambit
- Pálmai Szabolcs – Forge
- Németh Kriszta – Polaris
- Zöld Csaba – Higanyszál
- Megyeri János – Magneto
- Papucsek Vilmos – X Professzor
- Vass Gábor – Bishop
- Haagen Imre – Kardfog
- Sági Tímea – Mystique
- Rosta Sándor – Sebastian Shaw
- Maday Gábor – Nick Fury

## Epizódok
| # | Eredeti cím            | Magyar cím             | Rendezte         | Írta                                         | Eredeti premier      | Magyar premier     |
| --- | ---------------------- | ---------------------- | ---------------- | -------------------------------------------- | -------------------- | ------------------ |
| 1. | Hindsight Part 1       | Mutánsvadászat 1. rész | Boyd Kirkland    | Greg Johnson és Craig Kyle                   | 2009. január 23.     | 2012. december 20. |
| Farkas visszaemlékezésében láthatjuk X professzor intézetét, a csapatot, majd azt, hogy Charles és Jean a fejüket fájlalják, majd egy robbanás után mindketten eltűnnek. (Valószínűleg ez Jean Főnixé alakulására utal). Ezek után a többiek szétszóródtak. 1 évvel később Farkas egy égő házból kiment egy kislányt, majd a család befogadja. Később katonák rabolják el őket, így Logan-re vár a feladat, hogy kiszabadítsa őket.                 |                        |                        |                  |                                              |                      |                    |
| 2. | Hindsight Part 2       | Mutánsvadászat 2. rész | Steven E. Gordon | Greg Johnson és Craig Kyle                   | 2009. január 23.     | 2012. december 21. |
| Logan újraszervezné a régi csapatot, de nem mindenki csatlakozna. A Mutánsok Testvérisége megtámadja Kelly szenátort és úgy szervezik, hogy az X-Menekre terelődjön a gyanú. |                        |                        |                  |                                              |                      |                    |
| 3. | Hindsight Part 3       | Mutánsvadászat 3. rész | Nick Filippi     | Greg Johnson és Craig Kyle                   | 2009. január 30.     | 2012. december 22. |
| A csapathoz csatlakozik egy telepata aki megtalálja a professzort. Magneto vitte el rejtekhelyére és ott ápolta. Később hazaviszik, majd hirtelen Charles jelentkezik a jövőből és elmondja a csúfos kilátásokat: Az Őrszemek elfogják és elpusztítják a mutánsokat. A csapaton múlik a jövő megmentése. |                        |                        |                  |                                              |                      |                    |
| 4. | Overflow               | Áradat                 | Doug Murphy      | Greg Johnson és Craig Kyle                   | 2009. február 6.     | 2012. december 23. |
| Egy mutáns átveszi Ciklon elméjének irányítását és Afrika elpusztítására kényszeríti. Az X-Meneké a feladat, hogy megakadályozzák ezt. |                        |                        |                  |                                              |                      |                    |
| 5. | Thieves' Gambit        | Mestertolvaj           | Steven E. Gordon | Greg Johnson és Craig Kyle                   | 2009. február 13.    | 2012. december 24. |
| A csapat egyik tagja, Forge kifejlesztett egy szerkezetet, ami gátolja a mutánsképességet. Kelly rá akarja tenni a kezét és felhasználni a mutánsok ellen. |                        |                        |                  |                                              |                      |                    |
| 6. | X-Calibre              | Rabszolgavadászok      | Nick Filippi     | Greg Johnson és Craig Kyle                   | 2009. február 20.    | 2012. december 25. |
| A mutánsokat pénzért szállítóhajóval viszik Genosha-ra (Magneto által vezetett biztonságos hely mutánsoknak). Egy hajó titokzatos módon eltűnik. Kurt fellopakodik a hajóra és kideríti, hogy más mutánsok rabolják el a hajón lévőket. |                        |                        |                  |                                              |                      |                    |
| 7. | Wolverine vs. the Hulk | Új ellenfél            | Doug Murphy      | Greg Johnson, Craig Kyle és Christopher Yost | 2009. február 27.    | 2012. december 26. |
| Egy katonai egységet megtámad valami. A jelek arra utalnak, hogy Hulk az. Nick Fury Logan segítségét kéri a megállítására. |                        |                        |                  |                                              |                      |                    |
| 8. | Time Bomb              | Elfojtás               | Steve Gordon     | Greg Johnson és Craig Kyle                   | 2009. március 6.     | 2012. december 27. |
| Egy új, nagy és bizonytalan erejű mutáns tűnik fel a színen. X professzor a jövőből felveszi a kapcsolatot Logan-nal és olyanra kéri ami ellentmond elveinek. |                        |                        |                  |                                              |                      |                    |
| 9. | Future X               | A jövő szökevénye      | Nick Filippi     | Greg Johnson és Craig Kyle                   | 2009. május 22.      | 2012. december 28. |
| Xaviert a jövőben elfogják az Őrszemek, majd egy erődbe viszik a Cerebro-val együtt. A prof kideríti, hogy az Őrők másolni akarják a mutánsok képességeit. Charles a mutánsbörtön lakóival összefogva a szökésre készülnek. |                        |                        |                  |                                              |                      |                    |
| 10. | Greetings from Genosha | Genosha titkai         | Doug Murphy      | Greg Johnson és Craig Kyle                   | 2009. május 29.      | 2012. december 29. |
| Egy korábbi részben Kurt megmentette mutánstársait és most Genosha felé hajóznak. Magneto mutáns édenkertje viszont csak látszólagos... |                        |                        |                  |                                              |                      |                    |
| 11. | Past Discretions       | A múlt árnyai          | Steven E. Gordon | Greg Johnson és Craig Kyle                   | 2009. június 5.      | 2012. december 30. |
| Loganban a múlt emlékei lassacskán a felszínre törnek és ez mások figyelmét is felkelti. |                        |                        |                  |                                              |                      |                    |
| 12. | eXcessive Force        | Küklopsz döntése       | Nicholas Filippi | Greg Johnson, Craig Kyle és Christopher Yost | 2009. június 12.     | 2012. december 31. |
| Küklopsz mindent megtesz, hogy megtalálja Jean-t, még a várost is lerombolná... |                        |                        |                  |                                              |                      |                    |
| 13. | Battle Lines           | Frontvonalak           | Nicholas Filippi | Greg Johnson, Craig Kyle és Christopher Yost | 2009. június 19.     | 2013. január 1.    |
| Mystique szabadjára enged egy nagy erejű mutánst. Kiderül, hogy Magneto lepaktált Kelly szenátorral, de végül ellene fordul. Válaszul a szenátor elindítja az Őrszem projektet. |                        |                        |                  |                                              |                      |                    |
| 14. | Stolen Lives           | Személyes ügyek        | Steve Gordon     | Greg Johnson, Craig Kyle és Christopher Yost | 2009. június 31.     | 2013. január 2.    |
| Korábban Logan emlékfoszlányaival küzdött és most szembesülnie kell velük. |                        |                        |                  |                                              |                      |                    |
| 15. | Hunting Grounds        | Vadászterület          | Nick Filippi     | Greg Johnson, Craig Kyle és Christopher Yost | 2009. augusztus 7.   | 2013. január 3.    |
| Kurt-öt és a Skarlát boszorkányt elrabolják és harcra kényszerítik őket. Később Farkas is csatlakozik, de ellenfélként. |                        |                        |                  |                                              |                      |                    |
| 16. | Badlands               | Pusztaság              | Doug Murphy      | Greg Johnson, Craig Kyle és Christopher Yost | 2009. augusztus 14.  | 2013. január 4.    |
| Logan bejut a bázisra, ahol az Őrszemeket gyártják, de elfogják majd képességét (öngyógyítás) és a fémkarmokat lemásolják és beültetik a robotokba. A jövőben Charles és a többiek tovább menekülnek a mutánsbörtönből való szökés után. |                        |                        |                  |                                              |                      |                    |
| 17. | Code of Conduct        | A párbaj               | Boyd Kirkland    | Greg Johnson, Craig Kyle és Christopher Yost | 2009. augusztus 21.  | 2013. január 5.    |
| Az X-men-eket elrabolják, így kényszeríti Farkast párbajra egy régi ellenfele. |                        |                        |                  |                                              |                      |                    |
| 18. | Backlash               | Felmentősereg          | Steve Gordon     | Greg Johnson, Craig Kyle és Christopher Yost | 2009. augusztus 28.  | 2013. január 6.    |
| Az X-men-ek az Őrszemeket irányító számítógép elpusztítására indulnak. Eközben az intézetet is támadás éri. A csatában nem várt helyről jön a segítség. |                        |                        |                  |                                              |                      |                    |
| 19. | Guardian Angel         | Arkangyal              | Nick Filippi     | Greg Johnson, Craig Kyle és Christopher Yost | 2009. szeptember 4.  | 2013. január 7.    |
| Angyal magányos megmentőként rója a várost, mígnem egyik mentőakciója balul sül el és elveszti szárnyait. Sininster segítséget ajánl neki, amit el is fogad és visszakapja szárnyait, de a beavatkozás után már a gonosz irányítja elméjét. |                        |                        |                  |                                              |                      |                    |
| 20. | Breakdown              | Emlékezetszilánkok     | Doug Murphy      | Greg Johnson, Craig Kyle és Joshua Fine      | 2009. szeptember 11. | 2013. január 8.    |
| Scott Jean emlékével küzd. Emma Frost, a telepata segítségével visszamennek a kezdetekhez és kiderítik mi is történt valójában, amikor a robbanásban eltűnt Jean és a professzor. |                        |                        |                  |                                              |                      |                    |
| 21. | Rover                  | Áldozat                | Steve Gordon     | Greg Johnson és Craig Kyle és Joshua Fine    | 2009. szeptember 18. | 2013. január 9.    |
| A szökevények búvóhelyet találnak, de nem sokáig örülhetnek a nyugalomnak. Később megtámadnak egy Őrszemeket gyártó telepet. |                        |                        |                  |                                              |                      |                    |
| 22. | Aces and Eights        | Hamiskártyás           | Nick Filippi     | Greg Johnson és Craig Kyle és Joshua Fine    | 2009. szeptember 25. | 2013. január 10.   |
| Gambit titkos küldetésre indul Genosha-ra. Kiderül, hogy Magneto újra szövetkezett Kelly szenátorral. |                        |                        |                  |                                              |                      |                    |
| 23. | Shades of Grey         | Ájulás                 | Doug Murphy      | Greg Johnson és Craig Kyle                   | 2009. november 20.   | 2013. január 11.   |
| Jean újra feltűnik a színen és ez nem csak barátinak figyelmét kelti fel. Sinister az átváltoztatott Angyalt küldi elfogására. |                        |                        |                  |                                              |                      |                    |
| 24. | Foresight Part 1       | A főnix akció 1. rész  | Steve Gordon     | Greg Johnson, Craig Kyle és Joshua Fine      | 2009. november 29.   | 2013. január 12.   |
| Xavier és a szökevények árulás áldozatai lesznek, és az Őrszemek elkapják Charles-t. Képességét felhasználva Cerberus (az Őrszemek irányítója) az összes mutáns megsemmisítését kísérli meg. |                        |                        |                  |                                              |                      |                    |
| 25. | Foresight Part 2       | A főnix akció 2. rész  | Nick Filippi     | Greg Johnson, Craig Kyle és Joshua Fine      | 2009. november 29.   | 2013. január 13.   |
| Az Őrszemek megtámadják Genosha-t. Magneto átprogramozva a gépeket az emberek ellen fordítja. |                        |                        |                  |                                              |                      |                    |
| 26. | Foresight Part 3       | A főnix akció 3. rész  | Boyd Kirkland    | Greg Johnson, Craig Kyle és Joshua Fine      | 2009. november 29.   | 2013. január 14.   |
| Jean elrablói szabadjára engedik a Főnix erőt. Charles és a jövőbeli csapata végső kétségbe esett támadást indítanak a Cerberus ellen. A jelenbe Magneto csatája elbukik és Charles-ék is kudarcot vallanak. A pusztulás elkerülhetetlennek látszik, de Emma Frost feláldozza magát és egyesíti magát a Főnix-szel, majd elpusztítja azt. Charles a jövőből jelentkezve elmeséli, hogy nem lett háború, de újabb veszélyt sejt: Apokalipszis korát. |                        |                        |                  |                                              |                      |                    |